# بنجامین دبلیو. لی
بنجامین دبلیو. لی (به انگلیسی: Benjamin W. Leigh) سناتور سابق عضو حزب ملی جمهوری‌خواه بود. وی در سال ۱۸۳۴ تا ۱۸۳۶ میلادی سناتور ایالت ویرجینیا در سنای ایالات متحده آمریکا بود.